# 瀼渡镇
瀼渡镇，是中华人民共和国重庆市万州区下辖的一个乡镇级行政单位。

## 行政区划
瀼渡镇下辖以下地区：
龙井社区、重岩村、碑牌村、高村、炉头村、河溪村和双鸡村。